# Kostreš
Kostreš je naselje u sastavu Grada Dervente, Republika Srpska, BiH.

## Stanovništvo
Nacionalni sastav stanovništva 1991. godine, bio je sljedeći:
ukupno: 403
- Srbi - 385 (95,53%)
- Hrvati - 15 (3,72%)
- Bošnjaci - 2 (0,49%)
- ostali, neopredijeljeni i nepoznato - 1 (0,24%)